# Teer kransblad
Teer kransblad (Chara virgata) is een kranswier uit de familie Characeae.

## Determinatie
Teer kransblad wordt 30 cm lang. De structuur is anders dan die van andere kranswieren. Het heeft een hoofdas van langwerpige knopen met kronkelende zijtakken. De hoofdas is licht- tot donkergroen en heeft een dikte van 0,5 mm. De schors is triplostich en tylacanth. De stekels zijn rudimentair tot kort bolvormig. De tweerijige stekels (stipulare) zijn fijn en zijn meestal verspreid gerangschikt. Ze zijn kort en wrattig en zitten op de randen van de schors. De takken staan in kransen van 7 of 8.
De gametangia worden gevormd van zomer tot herfst en zitten in twee of drie paren op de bastknobbels. De oogon wordt bekroond door de voorste vruchtbare blaadjes, de achterste blaadjes bij de steriele knopen zijn korter. De oogon heeft 13 tot 15 windingen, is vaak met kalkomhulsel en heeft een afmeting van 0,8 mm lang en 0,45 mm breed. Het heeft een 0,15 mm lange kroon aan de bovenkant. De zwarte oospore is slechts 0,7 mm lang, 0,5 mm breed en heeft 11 tot 13 ribben. Het antheridium heeft een diameter van ongeveer 0,45 mm. Alle cellen hebben 24 chromosomen.

## Ecologie
Teer kransblad komt voor in heldere meren met kalkarm en vaak vrij zuur water. Het gaat vaak om meren in veenlandschappen.

## Verspreiding
Het verspreidingsgebied van teer kransblad strekt zich uit van het Iberisch schiereiland tot Siberië en Noord-Amerika. Het is wijdverbreid over vooral de Noord-Duitse laaglanden, maar ook delen van Frankrijk, Schotland en Ierland. Verder komt de soort ook vaak voor in Polen, Noorwegen en Zweden. In Nederland is het een algemene soort.

## Fotogalerij

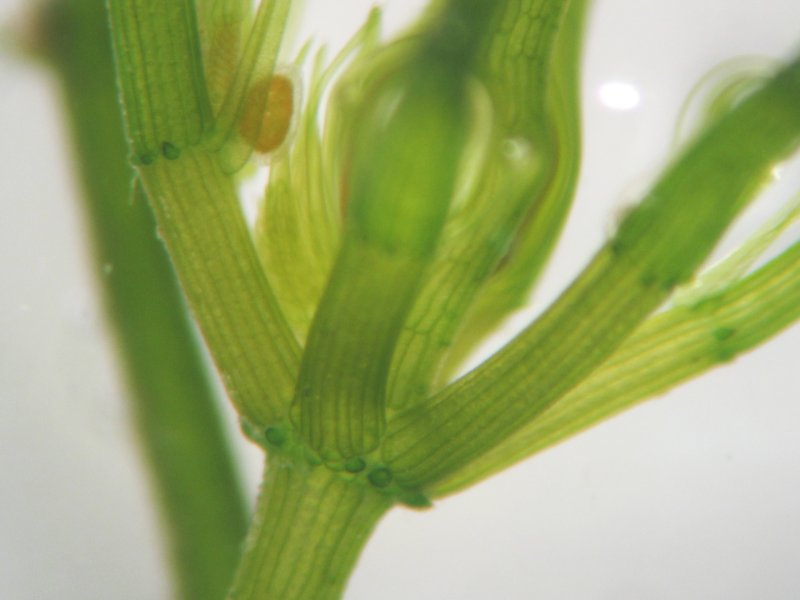
Triplostich schors
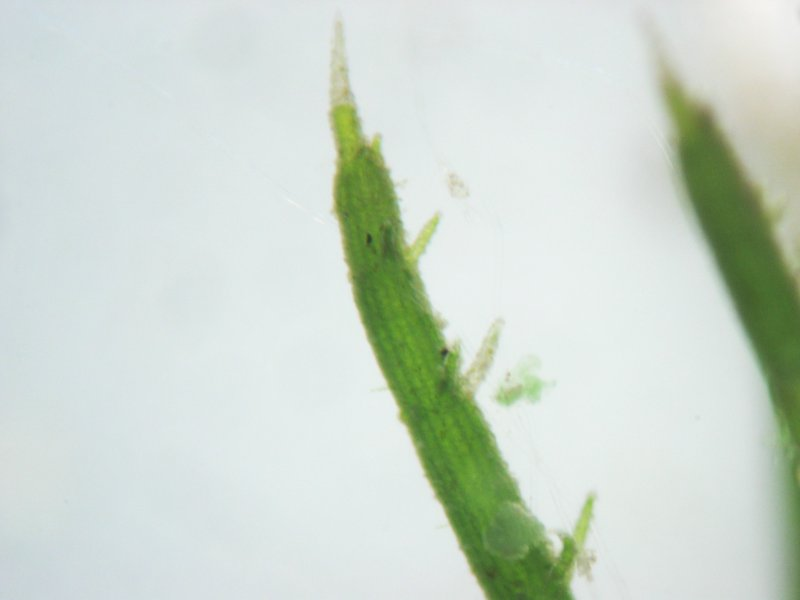
Aspunt
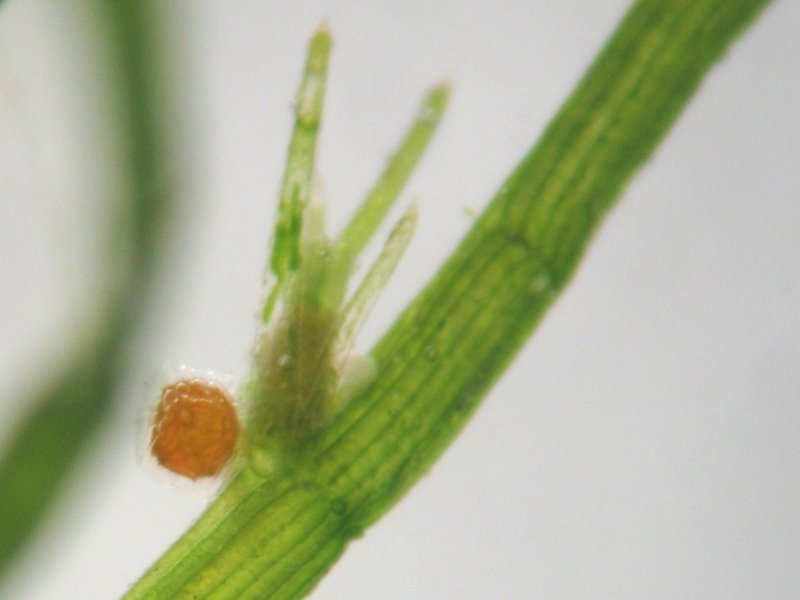
Oogon